# A.D. Vision
A.D. Vision (thường gọi tắt là ADV, tên ban đầu là Animation Dubbing Vision) là một công ty giải trí đa phương tiện toàn cầu đặt trụ sở tại Houston, Texas, thành lập vào năm 1992. Công ty hoạt động chủ yếu trong lĩnh vực cấp phép, phân phối và sản xuất phim, chương trình truyền hình, sản phẩm thương mại, xuất bản tạp chí và truyện tranh. Công ty từng là nhà phân phối anime lớn nhất ở Bắc Mỹ trước khi phá sản vào năm 2009 và bị chia ra thành nhiều công ty khác.
Công ty được thành lập bởi John Ledford và Matt Greenfield. Kể từ đó, công ty đã phát triển đa dạng và mở rộng cơ cấu với nhiều công ty con. Tác phẩm nổi tiếng nhất từng được họ mua bản quyền có lẽ là sê-ri anime hậu tận thế Neon Genesis Evangelion của Gainax, ban đầu được phát hành bởi ADV ở Mỹ vào năm 1997 và tái sản xuất nhiều lần sau đó. Công ty quản lý các văn phòng ở Bắc Mỹ, châu Âu và châu Á. Nó phân phối sản phẩm ở Hoa Kỳ, Nhật Bản, Canada, Anh, Ý và Đức. Ngày 1 tháng 9 năm 2009, ADV thông báo công ty đã bán hết tài sản, bao gồm tài sản trí tuệ, cho một số công ty khác.